# Тебризький метрополітен
Тебризький метрополітен (перс. متروی تبریز) — система метро у Тебризі, Іран. Перша лінія відкрита 27 серпня 2015 року має 7 км завдовжки і 6 станцій. Ширина колії — стандартна.

## Лінії

### Лінія 1
Лінія 1 Тебризького метрополітену знаходиться в стадії будівництва. Його перша черга була введена в експлуатацію 27 серпня 2015. Лінія прямує 7 км на північний захід від станції Ель-Голі до станції Остаде-Шахріяр з чотирма проміжними станціями, ця дистанція має три тунелі пройдені за допомогою TBM. Потяги складаються з п'яти спарених вагонів. Початковий інтервал руху — 20 хв. Друга черга лінії відкрита влітку 2016, і прямує від станції Остаде-Шахріяр до Meydan-e Sa'at. Після завершення будівництва лінія прямуватиме схід-захід від станції Ель-Голі до станції Нур і матиме 17,2 км завдовжки з 18 станціями.

## Галерея

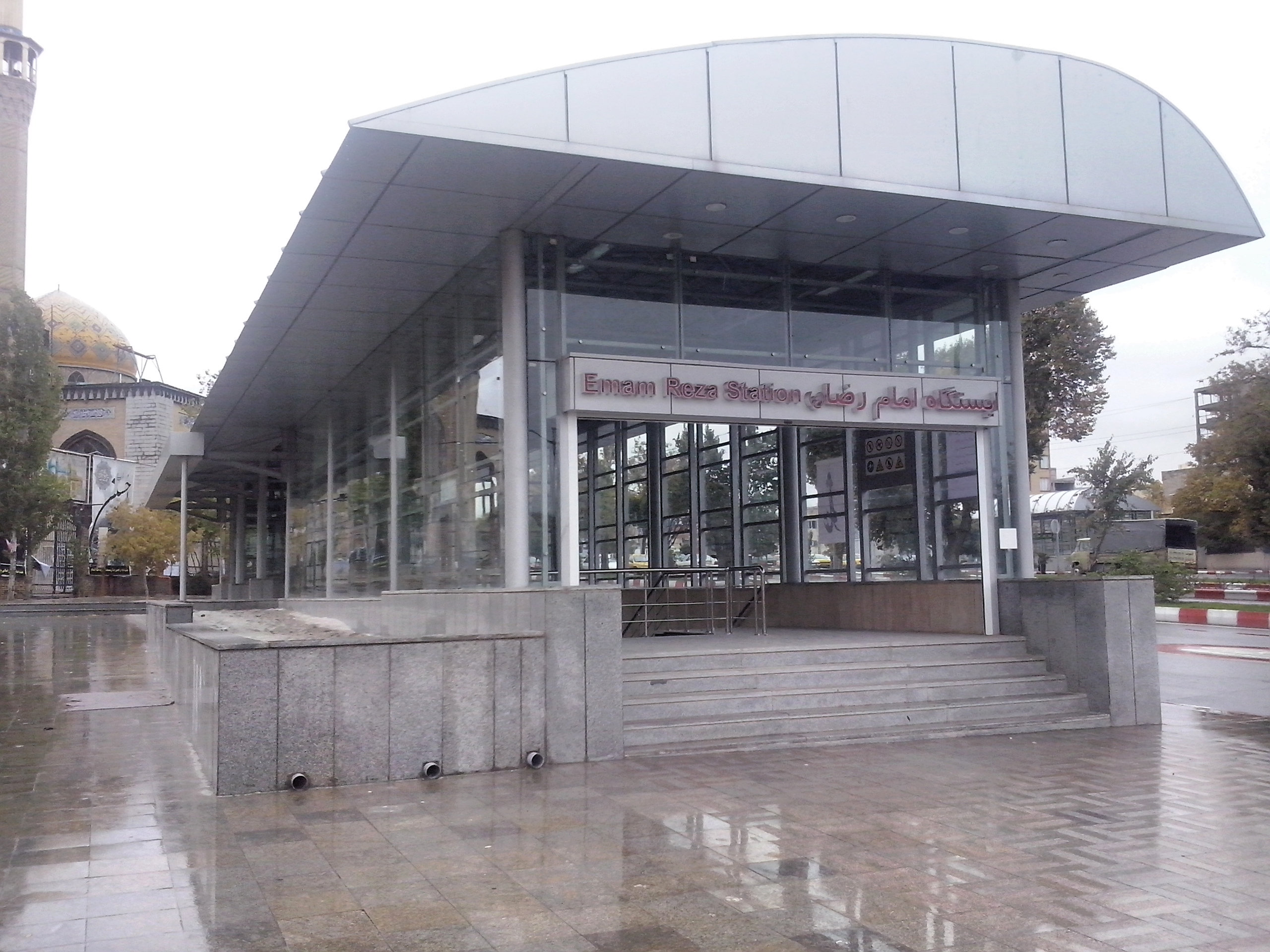
Вихід зі станції «Emam Reza»
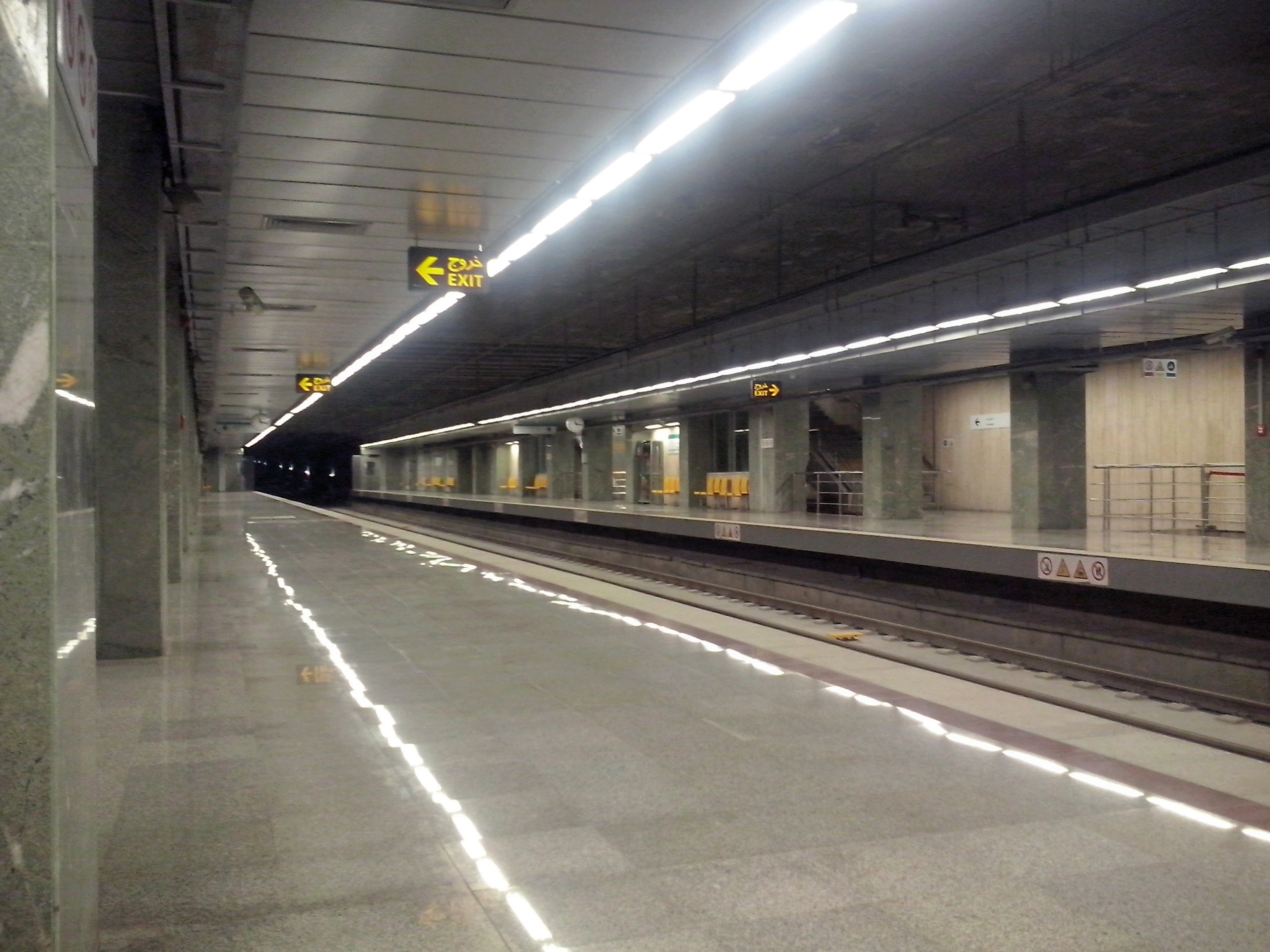
Берегові платформи на станції «Khayyam»
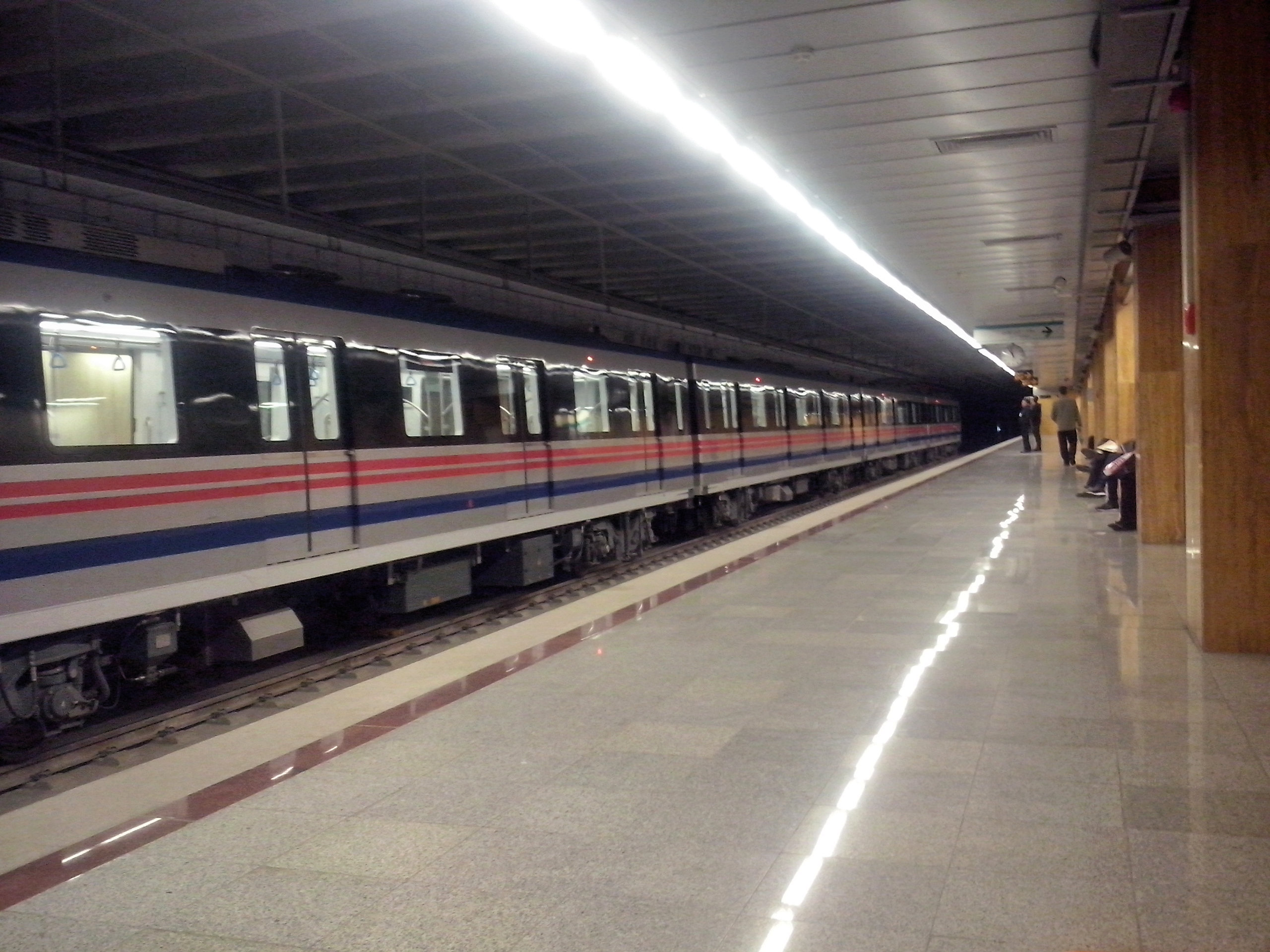
Потяг на станції «Sahand»

## Ресурси Інтернету
- Subways in Iran [Архівовано 28 жовтня 2017 у Wayback Machine.]
- Picture of Tabriz Metro at the opening ceremony [Архівовано 2 червня 2016 у Wayback Machine.]